# Umeå centrala elevråd
Umeå centrala elevråd (UCE) är ett samarbete mellan elevråden vid Umeås åtta gymnasieskolor.
Tanken med UCE är att frågor som påverkar alla gymnasieelever i Umeå ska kunna diskuteras på en övergripande nivå och inte bara på de enskilda skolorna. Tillsammans kan elevråden påverka mera och gemensamt arbeta för de cirka 4 000 elever som studerar vid gymnasieskolorna i Umeå. UCE har i sin verksamhet bland annat arrangerat en skoldemokratidag för kommunens cirka 500 gymnasielärare. UCE ingår i det regionala samarbetet Västerbottens elevråd.